# سرو باغ‌مزار
سرو باغ‌مزار نام سروی ۵۵۰ ساله واقع در شهرستان کاشمر، شهر کاشمر، در نزدیکی امامزاده سید حمزه است و این اثر در تاریخ ۲۳ اسفند ۱۴۰۰ با شمارهٔ ثبت ۱۰۱۸ به‌عنوان یکی از آثار میراث طبیعی ایران به ثبت رسیده است. تنه این درخت به قطر ۱٫۵ متر، همچنین محیط تنه آن ۵ متر، حدوداً با ارتفاعی معادل ۲۲ متر و طول سایه‌اندازی در حدود ۱۲ متر واقع در داخل مجموعهٔ تاریخی و مذهبی باغ‌مزار است و از سلامت کامل برخوردار می‌باشد.